# Kalix yttre skärgård
Kalix yttre skärgård är ett naturreservat i Kalix kommun i Norrbottens län.
Området är naturskyddat sedan 1997 och är 91,8 kvadratkilometer stort. Reservatet omfattar  21 öar i den yttre delen av Kalix skärgård. Reservatet består av ett fåtal träd, hällar och klapperstensfält. 